# ARISA (漫画)
『ARISA』（アリサ）は、安藤なつみによる日本の漫画作品。『なかよし』（講談社）にて2009年2月号から2012年9月号まで連載された。全12巻。
双子の入れ替わりを題材としたサスペンス作品。

## あらすじ
小学5年生の時に、両親の離婚によって引き裂かれてしまった双子の姉妹、上原つばさと園田ありさ。3年ぶりに再会した2人は、1日だけ入れ替わって生活をしてみた。つばさはありさとしての生活を満喫するが、その感想をありさに伝えると、ありさは飛び降り自殺を図ってしまう。幸い一命は取り留められたものの、意識不明に陥っていた。自殺未遂を為る直前にありさが口にした「秘密」とは。ありさを救い出すため、つばさの秘密の戦いが始まる。

## 登場人物

### 主要人物
上原 つばさ（うえはら つばさ）
本作の主人公。鬼兜東中学校に通う、頭に血が上りやすく手が早い少女。ありさの双子の姉。身長160cm。
「東中の鬼姫」というあだ名を付けられてしまうほどの凶暴なヤンキー系。だが所謂「非行少女」ではなく、実際は人一倍の正義感と純情さを持っており、ゴミのポイ捨てなどを注意する際につい手が出てしまうため、周囲に「凶暴」と見られてしまうだけである。妹のありさとは、クラスメイトや担任が、すり替わっていることを気付かないほどそっくりである。
ありさを大事にしており、それ故に「本当のありさ」を知らず守ってあげられなかったことを激しく後悔している。ずっと眠り続けているありさを救うべく、現在は「園田ありさ」として姫椿中学に通っている。毬子に薬で眠らされ、プールに落ちた際に真鍋に正体を知られてしまうが、すべての事情を話した後、真鍋のパスワードの8001を貰い、共に王様を倒すことを誓う。
静華の「園田ありさの大事なものを奪ってください」という願いで王様に襲われた。
園田 ありさ（そのだ ありさ）
つばさの双子の妹。身長160cm。つばさとは中身は正反対だが見た目はそっくり。姫椿中学校に通っていた。
成績が優秀なだけでなく、人望も厚い学級委員長だったが、なにか言いたげなままマンションの上から飛び降りた。一命を取り留めたものの、植物人間状態にある。母親がつばさと連絡を取っている様子を見て、自分の居場所がなくなるのではないかと不安になっていた。
一時生死の境を彷徨うが、第30話で目を覚ますが、長い間植物人間だったためか記憶喪失になってしまった。ただし、緑によれば記憶喪失のフリらしい。
実は「王様タイム」を始めた当時の王様だった。突然病院に訪れた緑に何かを渡され、忽然と姿を消し、その後、ありさを探しに学校へと行ったつばさと対峙するが、つばさに対し「つばさのことが邪魔でしかたなかった気持ちを思い出した」と告げ、王様に「双子の姉を消してください」と願った。真鍋に対しても「つばさの味方でいるなら次はあなたを消してもらう」と告げており、人が変わったように思われていたが・・・。

### 5人の勇者
真鍋 明良（まなべ あきら）
ありさの通う、椿姫中の問題児で5人の勇者の一人。
ありさが親身に世話を焼いた為、学校に来るようになった。ありさに少し好意を寄せる雰囲気がある。家はかなり狭く、一人暮らしの可能性がある。部屋の壁にはクラスメイトの写真がたくさん貼られていて、ありさが写っているものもかなり多い。
つばさは、ありさが受け取ったカードと同じ物が彼の家から見つかったため、「真鍋が『王様』だ」と確信していたが、本人は逆に「ありさが『王様』だ」と思っていた。プールに落ちたつばさを救出した際にその正体を知るが、事情を聞いた後に味方になった。つばさの携帯電話の中のプログラムを書き換え、パスワードをつばさに託した。
玖堂の「今、他の王様の携帯を持っている人を消して下さい」という願いから静華を守る為、静華の持っていた携帯電話を全て奪取して離れる。携帯電話の処分に悩んでいたところを王様に襲われ、頭部損傷という結果を迎える。
山下 緑（やました みどり）
ありさの交際相手。弓道部に入っており、その腕はなかなかのもの。5人の勇者の一人。王様に反抗する（ありさに変装した）つばさに協力的だったが、彼自身が王様張本人であった。
ありさがクラスメートの願いを叶える為、テストの答案用紙を盗み先生にばれかけピンチになっていたところを助け、それから秘密を共有しあうようになった。はじめは、ありさとともにクラスメートの願いを叶え、ありさの右肩的な存在だったが、徐所に行動がエスカレートしていき人の命を危険にさらすようなことをするようになる。ありさにそのような行動がばれ、拒絶されるとありさを「王様タイム」に参加できないようしたりし、どんどん私物化しはじめる。
昔、双子の弟・明がいたが、虐待（育児放棄）を受けた挙句、ある日家に監禁されてしまった。何日も母親が帰ってこず、衰弱し弟の明は瀕死の状態にあった。そんな弟を救うべく一人で外に助けを求めるも誰も助けようとはしなかった。家に帰ってきたときは弟は息絶え、自分は自動的に養護施設に入ることに。発見された時は笑顔をなくしていた。このような経験から人間性が崩壊し、母親へ復讐を考えている。
玖堂 レイ（くどう レイ）
2-Bに来た転校生。小さい頃に心臓手術を受けており、傷跡も残っている。本人曰く、永く生きられない。5人の勇者の一人で、王様の代理人を自負している。唯一静華に携帯電話を奪われていない。つばさがありさに成り済ましていることも知っている。
クラスメイトを誘導し、2-Bをありさが作ろうとしていた理想のクラスにしようとするが、その途中で殺人事件を起こしてしまう。
高木 毬子（たかぎ まりこ）
ありさの親友。王様を妄信していた。
小学生の頃は、クラスメイトに「いてもいなくても同じ」と言われた位、目立たない性格だった。親友になってくれた「自分だけのありさ」が（つばさと入れ替わった為に）いなくなってしまったのに、内心傷付いていた。「本当のありさ」を取り戻す為、王様の言いなりになったものの、「園田ありさを消してください」という願いを出した為に王様に見限られ、クラスメイト達からいじめられる。転校直前にありさ（に変装したつばさ）に王様は5人の勇者の中にいると伝えた。
望月 静華（もちづき しずか）
真鍋の幼馴染みの黒髪の美少女。真鍋のことを明良と呼ぶ等、基本的に名前を呼び捨てる。実は王様タイムの最初の犠牲者。
幼少時に両親を亡くし、遠戚に引き取られる。養子という立場にコンプレックスを抱き続け、せめて良い子であろうと努力し続けて来た。
中学生になってから、テストの順位でありさに負け続け、自己嫌悪が酷くなって逆恨みする。そして幼少時に真鍋とかわした約束を悪用して、自身のカンニング目的でありさのノートをコピーさせたり、ありさに濡れ衣を着せようとさせたりと、徐々に性格が壊れて行く。そんな時、真鍋を過信して王様を馬鹿にする発言をした為、裏切り者のカードを贈られ、クラスメイトからいじめの標的にされる。真鍋に見捨てられたのも重なって追詰められ、飛び降り自殺を図るが足を犠牲にしたものの、生存。最悪な状況から、真鍋を責め続け、ありさを更に憎む様になる。ありさへの復讐心が王様の目に留まり、犠牲者でありながら5人の勇者の一人に抜擢された。真鍋を利用して勇者の携帯電話を三台集め、復讐の為の願いを次々と叶えて貰う。
つばさと出会い、彼女の性格に惹かれ友達となる。だが王様につばさがありさに成り済ましていた双子の姉であることを暴露されて怒り、絶交の印として「園田ありさをこの世から消して下さい」という願いを出すが、何故か叶わず王様から捨てられた。

### その他の関連人物
宇田川 健（うたがわ たける）
つばさの友達。つばさのよき理解者だが、ありさのことを気に入っている。
轟先生（とどろきせんせい）
本編で最初に出た犠牲者。体育顧問。
女子生徒に覗きやセクハラなどの手を出す変態教師。その態度から生徒達に恨まれ、王様タイムに「轟先生を消して下さい」と願いを出され、王様によって消された。
中川 詩織（なかがわ しおり）
ありさのクラスメイト。
王様に疑問を感じるような事を言ったために裏切り者とされて王様にカードを贈られた。
成瀬先生（なるせせんせい）
ありさのクラスの担任。眼鏡をかけている。
「体育祭を中止にしてください」という願望成就の為、王様に攻撃された。

## 用語
王様タイム
金曜日の４時限目の自習の時間に携帯電話で生徒が一斉に願いを書き込む儀式の様な時間。1人の願いがピックアップされ、王様が叶えてくれる。
王様
上記の王様タイムで2-Bを支配している。
5人の勇者
王様がクラスから選んだ5人のこと。新ルールとして特別に王様にお願いができる携帯を与えられた。

## 書誌情報
- 安藤なつみ 『ARISA』 講談社〈講談社コミックスなかよし〉、全12巻
  1. 2009年4月28日発売、ISBN 978-4-06-364218-6
  2. 2009年9月4日発売、ISBN 978-4-06-364234-6
  3. 2009年12月25日発売、ISBN 978-4-06-364246-9
  4. 2010年4月30日発売、ISBN 978-4-06-364264-3
  5. 2010年9月6日発売、ISBN 978-4-06-364277-3
  6. 2010年12月6日発売、ISBN 978-4-06-364287-2
  7. 2011年3月4日発売、ISBN 978-4-06-364301-5
  8. 2011年7月6日発売、ISBN 978-4-06-364312-1
  9. 2011年12月6日発売、ISBN 978-4-06-364326-8
  10. 2012年4月6日発売、ISBN 978-4-06-364347-3
  11. 2012年9月6日発売、ISBN 978-4-06-364361-9